# St. Jakobus d. Ä. (Sinsheim)

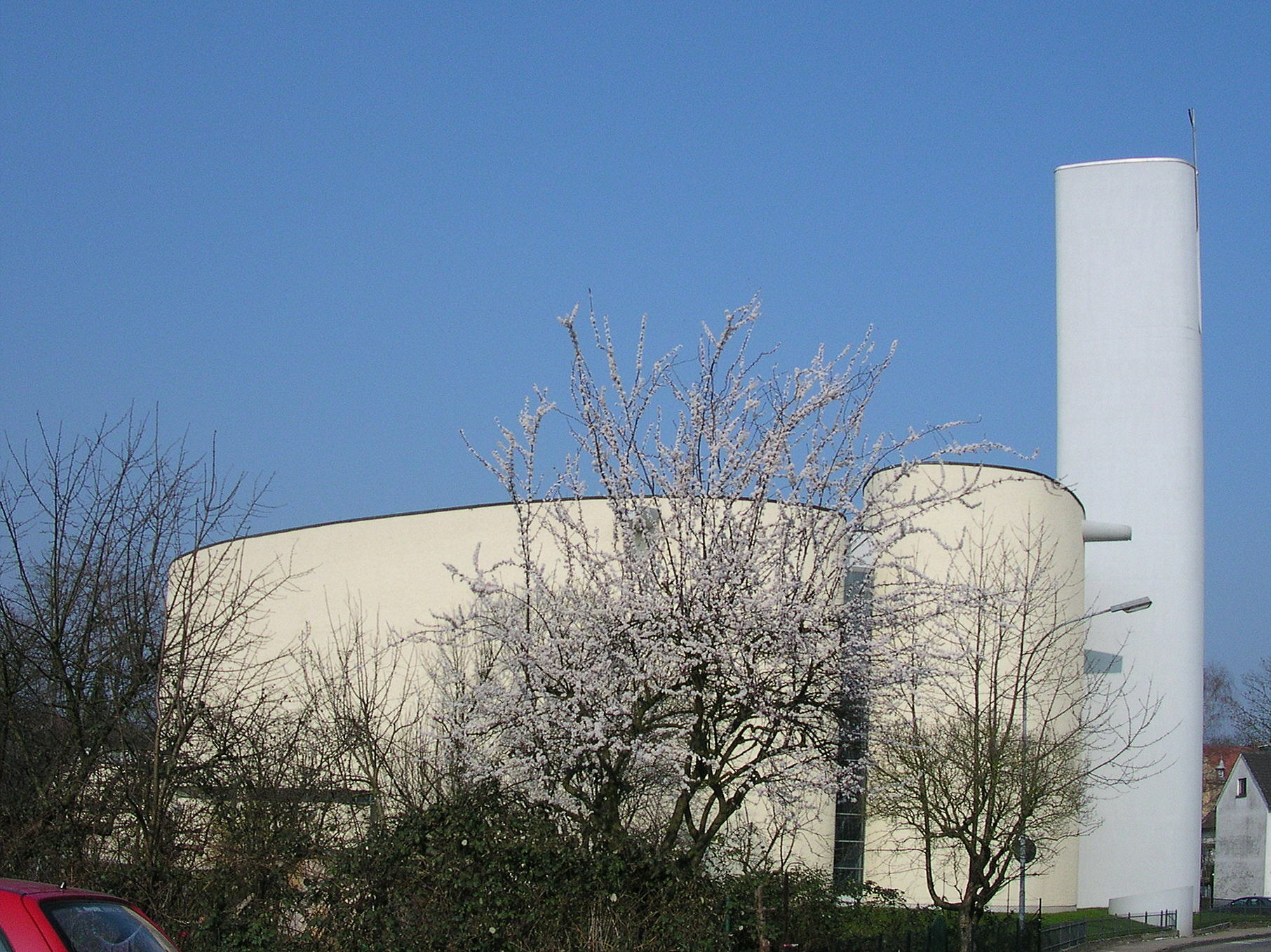
Katholische Jakobuskirche

Die katholische Kirche St. Jakobus d. Ä. in Sinsheim im Rhein-Neckar-Kreis im nördlichen Baden-Württemberg wurde 1966 geweiht.

## Geschichte
Sinsheim war seit der Zeit der Reformation in der Kurpfalz überwiegend protestantisch. Die seit dem 17. Jahrhundert wieder bestehende katholische Gemeinde gehörte zunächst weiterhin zum Bistum Speyer, ab 1801 zur Dalbergischen Verwaltung und dann zum Generalvikariat Bruchsal, bevor sie 1821/27 Teil des neu gegründeten Erzbistums Freiburg wurde. Die Pfarrgemeinde wurde dem Dekanat Waibstadt zugeordnet. Als Kirche erhielten die Sinsheimer Katholiken bei der Pfälzischen Kirchenteilung 1705 den Chor der Sinsheimer Stadtkirche zugewiesen, den die katholische Gemeinde von 1785 bis 1788 erneuerte. Lange Zeit blieb es bei der simultanen Nutzung der Stadtkirche, bis die katholische Gemeinde durch den Zuzug von Heimatvertriebenen und Flüchtlingen nach dem Zweiten Weltkrieg enorm anwuchs. 
1964 wurde der Grundstein zur Kirche St. Jakobus d. Ä. gelegt, die von dem Karlsruher Architekten Reinhard Gieselmann geplant wurde. Das Patrozinium hatte man dabei von der Stadtkirche übernommen. Die Kirche wurde am 12. Juni 1966 gesegnet und am 22. November 1967 durch Weihbischof Karl Gnädinger feierlich geweiht.
Im Jahr 1993 schuf der Heilbronner Maler Raphael Seitz farbige Glasfenster für die Jakobskirche.
Nach Auflösung des Dekanats Waibstadt 1976 wurden die Pfarrgemeinden im Sinsheimer Stadtgebiet dem Dekanat Kraichgau zugeordnet. Zu diesem gehören heute 21 Pfarreien. Die meisten Katholiken im Stadtgebiet werden von der Seelsorgeeinheit Sinsheim betreut, zu der neben der St.-Jakobus-Gemeinde Sinsheim mit Dühren und Hoffenheim auch die Gemeinde St. Peter Steinsfurt mit Reihen und Rohrbach gehört.

## Orgel

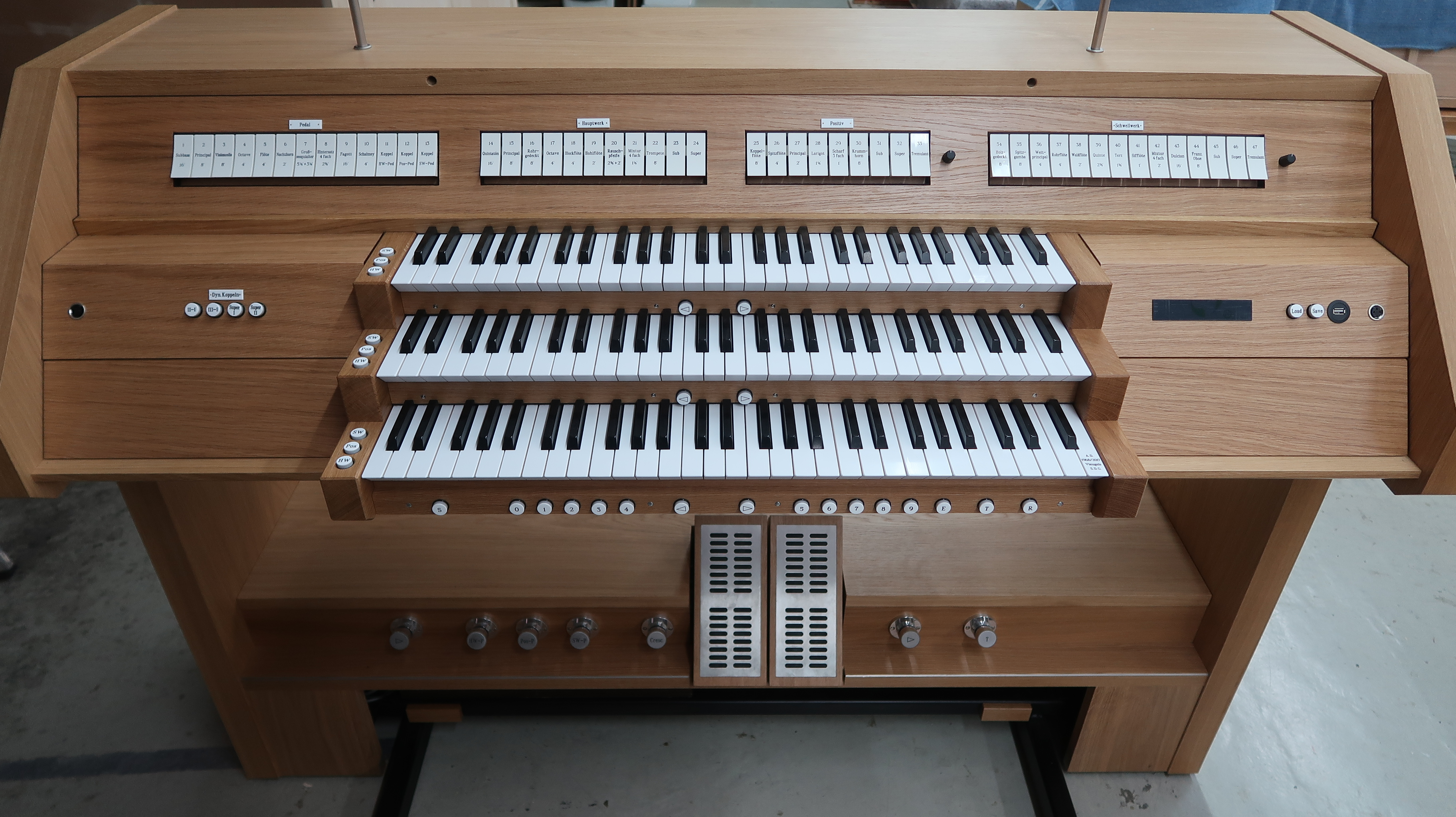
Spieltisch der Orgel

Die Orgel von 1968 auf der Empore stammt aus der Manufaktur Orgelbau Vleugels aus Hardheim. Sie hat einen Umfang von 36 Registern auf drei Manualen und Pedal.

## Glocken
Für die Kirche war ursprünglich ein Viergeläut geplant, das dann während seiner Entstehung aus klanglichen Gründen noch zum Fünfgeläut erweitert wurde. Alle fünf Bronzeglocken wurden 1966 bei Friedrich Wilhelm Schilling in Heidelberg gegossen.
- Die Christusglocke hat den Schlagton d′-5, einen Durchmesser von 1364 mm und ein Gewicht von 1674 kg. Die Inschrift lautet:

„Wer mein Fleisch ißt und mein Blut trinkt, hat ewiges Leben – ich werde ihn auferwecken am Jüngsten Tage.“
- Die Muttergottesglocke hat den Schlagton f′-3, einen Durchmesser von 1125 mm und ein Gewicht von 925 kg. Die Inschrift lautet:

„Maria, breit den Mantel aus – Mach Schirm und Schild für uns daraus.“
- Die Jakobusglocke hat den Schlagton g′-5, einen Durchmesser von 1048 mm und ein Gewicht von 777 kg. Die Inschrift lautet:

„Heiliger Jakobus – Segne unsere Pilgerschaft – Führe uns Christus entgegen.“
- Die Bernhardusglocke hat den Schlagton b′-3, einen Durchmesser von 924 mm und ein Gewicht von 534 kg. Die Inschrift lautet:

„Seliger Bernhard von Baden – Gedenke unser beim Herrn – Schütze Volk und Land.“
- Die Benediktusglocke hat den Schlagton d″-5, einen Durchmesser von 805 mm und ein Gewicht von 386 kg. Die Inschrift lautet:

„Heiliger Benedikt – Lehre uns beten und arbeiten.“